# Сатас, Константинос
Константинос Сатас (греч.  Κωνσταντίνος Σάθας Афины, 1842 — Париж, 12 мая 1914) — видный исследователь и историк современной Греции. Вместе с Афанасием Пападопуло-Керамевсом и Мануилом Гедеоном является одним из основателей традиции византийских и поствизантийских исследований в Греции.

## Биография

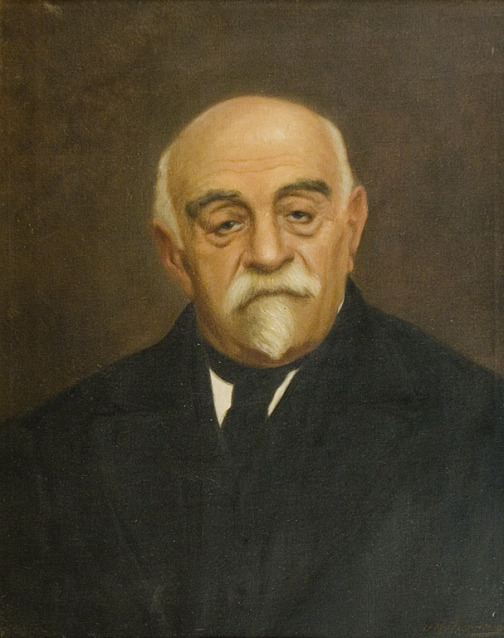
Πортрет Константиноса Сатаса. Работа художницы Ольги Просаленти.

Сатас родился в 1842 году в Афинах, но происходил из семьи учителей и участников Освободительной войны родом из Галаксиди (Средняя Греция[что?]). В 1860 году окончил гимназию в Ламии и, двумя годами позже, поступил на медицинский факультет Афинского университета.
Однако вскоре оставил учёбу и посвятил себя изучению истории.
Поводом стало случайное открытие им «Хроники Галаксиди», которую он обнаружил в тайнике в развалинах монастыря Спасителя у городка Лидорики.
Годом позже, в 1865 году, после тщательного редактирования он издал «Хронику Галаксиди», написанную иеромонахом Ефтимием Пентайотисом в 1703 году.
Значительную поддержку в работе ему оказал Павлос Ламброс, исследователь Средневековья и отец историка и в дальнейшем премьер-министра Греции Спиридона Ламброса, Константин Ломвердос и Георгиос А. Маврокордатос. Двое последних финансировали его исследования в архивах Константинополя, Венеции, Флоренции и других городов.
Его работа Биографии отличившихся в науках и литературе греков от падения Византийской империи  до Национальной революции 1453—1821 (1868) получила приз на конкурсе фонда греческого мецената и русского купца Феодора Родоканаки.
Он также писал статьи в журналах, в частности в журнале «Пандора».
До 1895 года Сатасу удавалось издавать свои многочисленные исследования, которые были внезапно прекращены в силу финансовых проблем.
В 1900 году он обосновался в Париже, где и умер в 1914 году, слепым и на грани нищеты.
Сатас был женат на Хариклеи Маггу (1846—1923).
Константин Цацос, академик и президент Греции, писал в своих мемуарах:
«До того как я родился, моя тётя Хариклея, вышла замуж за К. Сатаса, врача, но более пионера медиевиста, тогда когда Византийские исследования были ещё погружёнными во тьму. Не имея специального исторического образования, он занялся представлением самых важных византийских текстов, которые ещё оставались неизданными и „спали“ в Маркианской и Парижской библиотеках. Всю свою жизнь он провёл в этих двух городах, в Париже опубликовал большинство своих работ. 10.000 наполеонов приданого тёти Хариклеи, он истратил, чтобы издать все свои работы, полностью посвятив себя им».

## Работы
Некоторые из работ Сатаса:
- Греческие неизданные работы  (Ελληνικά ανέκδοτα 2 τόμοι, 1867)
- Κωνσταντίνος Σάθας. Η κατά τον ΙΖ΄ αιώνα επανάστασις της ελληνικής φυλής 1684-1715 (греч.). — Αθήνησι: Εκ του γραφείου της Χρυσαλίδος, 1865.
- Βιογραφίαι των εν τοις γράμμασι διαλαμψάντων Ελλήνων από της καταλύσεως της βυζαντινής αυτοκρατορίας μέχρι της ελληνικής εθνεγερσίας[6]
- Τουρκοκρατουμένη Ελλάς (1869)
- Исторические наброски о патриархе  Иеремии II (Ιστορικόν σχεδίασμα περί του πατριάρχου Ιερεμία Β΄ 1870)
- Κωνσταντίνος Σάθας. Ιστορικαί Διατριβαί (неопр.). — Αθήνα: Τυπογραφείο Τέκνων Ανδρέου Κορομηλά, 1870.
- Κωνσταντίνος Σάθας. Μνημεία της Ελληνικής ιστορίας, 9 τόμοι (неопр.). — Maisonneuve et cie, 1880-1890. Τόμος Β, Τόμος Δ, Τόμος Ε, Τόμος ΣΤ, Τόμος Η, Τόμος Θ
- Средневековая библиотека (Μεσαιωνική βιβλιοθήκη 7 τόμοι, 1872—1894) Τόμος Α, Τόμος Β, Τόμος Γ, Τόμος Δ, Τόμος Ε, Τόμος ΣΤ, Τόμος Ζ
- Ιστορικόν δοκίμιον περί του θεάτρου και της μουσικής των Βυζαντινών (1878)
- Критский театр и сборник неизданных и неизвестных драм (Κρητικόν θέατρον ή συλλογή ανεκδότων και αγνώστων δραμάτων (το οποίο περιελάμβανε έκδοση των θεατρικών έργων)
- Хроника Галаксиди  (Χρονικό του Γαλαξειδίου 1865).